# Йохан II (Пфалц-Зимерн)
Йохан II (на немски: Johann II von Simmern; * 21 март 1492, Зимерн; † 18 май 1557, Зимерн) от линия Пфалц-Зимерн, е пфалцграф и от 1509 до 1557 г. херцог на Пфалц-Зимерн.

## Живот
Син е на херцог Йохан I от Зимерн (1459 – 1509) и графиня Йохана фон Насау-Саарбрюкен (1464 – 1521), дъщеря на граф Йохан II фон Насау-Саарбрюкен (1423 – 1472). Като принц той е образован в природните науки и държавно право и е водещ княз в тази област за неговото време. Той е във връзка с множество хора на изкуството и учени.
Йохан II се жени през 1508 г. в Трарбах за маркграфиня Беатрикс фон Баден (* 22 януари 1492; † 4 април 1535), дъщеря на маркграф Христоф I от Баден (1453 – 1527) и Отилия фон Катценелнбоген (1451 – 1517).
През 1509 г. той последва баща си като пфалцграф и херцог на Пфалц-Зимерн. Йохан II се ползва с много добро име при император Карл V. Затова той става до смъртта си съдия на Имперския съд в Шпайер и от 1523 г. щатхалтер (заместник на императора при отсъствие) при имперския полк. Той основава латинско училище в столицата си. През 1530 г. създава една печатница в дворец Зимерн.
На 17 август 1554 г., 19 години след смъртта на първата му съпруга Беатрикс, Йохан II се жени в замък Даун за 31-годишната Мария Якобина фон Йотинген-Йотинген (* 1525; † 13 декември 1575), дъщеря на граф Лудвиг XV фон Йотинген-Йотинген (1486 – 1557) и съпругата му графиня Мария Салома фон Хоенцолерн-Хайгерлох (1488 – 1548). Бракът е бездетен.
През 1555 г., малко преди смъртта си, той премахва крепостничеството за жителите на град Зимерн.

## Фамилия
От брака си с Беатрикс фон Баден има 12 деца:
- Катарина (1510 – 1572), абатиса в манастир Кумбд
- Йохана (1512 – 1581), абатиса на манастир Мариенберг при Бопард
- Отилия (1513 – 1553), монахиня в Мариенберг при Бопард
- Фридрих III (1515 – 1576), пфалцграф, от 1559 курфюрст на Пфалц
- Бригита (1516 – 1562), абатиса в Нойбург
- Георг (1518 – 1569), пфалцграф, от 1559 г. херцог на Пфалц-Зимерн
- Елизабет (1520 – 1564), ∞ 1535 граф Георг II фон Ербах (1506 – 1569)
- Райхард (1521 – 1598), пфалцграф и херцог на Зимерн
- Мария (1524 – 1576), монахиня в Мариенберг при Бопард
- Вилхелм (1526 – 1527)
- Сабина (1528 – 1578), ∞ 1544 граф Ламорал Егмонт (1522 – 1568)
- Хелене (1532 – 1579), ∞ 1551 граф Филип III фон Ханау-Мюнценберг (1526 – 1561)